# Pterolophia tugelensis
Pterolophia tugelensis là một loài bọ cánh cứng trong họ Cerambycidae.